# Мен-анжу
Мен-анжу (Maine-Anjou) — крупнейшая во Франции по живой массе порода крупного рогатого скота.
Выведена в 1830—1850 гг. во французских провинциях Мен и Анжу в результате скрещивания местных молочных коров (порода Мансель) и завезённых из Англии мясных быков-шортгорнов.
Первоначально порода создавалась как комбинированная — мясная и молочная. Сейчас — только мясная специализация.
Как самостоятельная порода зарегистрирована во Франции в 1925 г.
С 2004 года официальное название во Франции — Руж де пре (Rouge des prés).
Масть — красная, красно-пёстрая. Масса взрослых коров — 750—850 кг, быков — 1220—1350 (до 1700) кг (рекордсмен — бык Фетар (Fêtard), в 2016 г. весивший 1950 кг).
Мен-анжу скороспелы и имеют высокую энергию роста. Масса телят при рождении 45-50 кг, к отъему в возрасте 8 мес. бычки достигают 350 кг,при интенсивном кормлении в 12 месяцев весят 500 кг при среднесуточном приросте живой массы 1280 г. К 18 месяцам могут достигать 720 кг (среднесуточные привесы при интенсивном откорме — до 1600 г). Убойный выход 58-61 %, выход мякоти −84 %.
Коровы — неприхотливы, могут пастись на малоплодородных пастбищах. Молочная продуктивность за 8 мес. лактации — до 3000 кг молока жирностью 3,6-4,0 %.
Недостаток породы — трудные отёлы. Также,как у всех крупных пород, лимитирующим фактором является большой расход кормов в зимний период. Поэтому разводить скот Мен-анжу целесообразно там, где продолжительность пастбищного периода не менее 10 месяцев в году.
По состоянию на 1 января 2015 г. поголовье скота Мен-анжу во Франции чуть больше 250 тыс. голов. Породу разводят в Алжире, Аргентине, Австралии, Бельгии, Бразилии, Японии, Новой Зеландии, Уругвае.